# Арманьяк, Шарль де Лоррен
Шарль де Лоррен (фр. Charles de Lorraine; 22 февраля 1684 — 29 декабря 1751) — французский аристократ, граф д’Арманьяк (1718—1751), обер-шталмейстер Франции (1718—1751).

## Биография
Представитель рода Гизов, младшей ветви Лотарингского дома. Младший (четвертый) сын Луи Лотарингского (1641—1718), графа д’Арманьяка (1666—1718), и Екатерины де Нёвиль де Вильруа (1639—1707).
Его отец Луи Лотарингский носил титул обер-шталмейстера Франции (1666—1677), одну из высших коронных должностей во Франции, и был членом королевской семьи.
Его мать Катрин де Нёвиль была младшей дочерью маршала Франции Николя де Нёвиля, виконта де Вильруа (1598—1685), воспитателя короля Франции Людовика XIV. Генрих Лотарингский (отец Шарля) был кузеном Франсуа де Нёвиля, герцога де Вильруа, маршала франции и наставника будущего короля Людовика XV.
В июне 1718 года после смерти своего отца Луи Лотаринского Шарль унаследовал титул графа д’Арманьяка и должность обер-шталмейстера Франции, став именоваться «Монсеньор ле Гранд».
Мария Лотарингская, сестра Шарля, вышла замуж за князя Монако Антуана и стала матерью Луизы Ипполиты.
В 1751 году после смерти бездетного Шарля Лотарингского титул графа д’Арманьяка и должность обер-шталмейстера Франции унаследовал его внучатый племянник Луи-Шарль, принц де Ламбеск.

## Семья
22 мая 1717 года женился на Франсуазе Аделаиде де Ноай (1704—1776), старшей дочери Адриана-Мориса де Ноай (1678—1766), министра и маршала Франции, и Франсуазы Шарлотты д’Обинье (1684—1739), племянницы и наследницы Мадам де Ментенон. Супруги не имели детей и развелись в 1721 году.